# Devinska tvrđava
Devinska tvrđava (slk. Devínsky hrad, hrad Devín) je jedna od najstarijih tvrđava u Slovačkoj i predstavlja jednu od tri velike tvrđave Nitranske kneževine (uz Nitru i Bratislavu). Nalazi se u naselju Devinu, koje se nalazi u Bratislavi. Utvrda je smještena na visokoj stijeni iznad ušća rijeke Morave u Dunav i posjeduje jednu od najboljih strategijskih položaja u tom dijelu Europe jer su se iz nje mogli kontrolirati važni trgovački putevi.

## Povijest
Odlična strateška pozicija Devinske tvrđave korištena je još u neolitu za ljudsko naselje koje je tijekom brončanog i željeznog doba utvrđeno, poslije čega su prvo Kelti, a potom i Rimljani na njemu podizali svoje utvrde. U sklopu rimske tvrđave podignuta je i crkva koja se smatra najstarijom kršćanskom bogomoljom sjeverno od Dunava.
Slaveni (Slovaci) su svoje utvrđenje podigli u 8. stoljeću. Najstariji spomen Devina u povijesnim izvorima datiran je u 864. godinu kada je Ludvig Bavarski u njemu opsjedao velikomoravskog kneza Rastislava. Tijekom Rastislavove vladavine u tvrđavi je podignuta crkva u jasnom bizantskom stilu za što su sigurno zaslužna solunska braća koja su tijekom njegove vladavine počeli sa širenjem kršćanstva među tamošnjim Slavenima.
Tvrđava je u 13. stoljeću dodatno utvrđena da bi se zaštitila zapadna granica kraljevine Mađarske, a u 15. stoljeću je u njemu podignut i dvorac. Posljednje utvrđivanje je izvršeno tijekom Osmanske navale. Godine 1809. tvrđavu je razorio Napoleon Bonaparte i ona je od tada napuštena.
Devinska tvrđava je od početka slovačkog narodnog preporoda u 19. stoljeću bila jedan od nacionalnih simbola, ali je istovremeno predstavljala i svojevrstan simbol za Mađare koji su Devin smatrali zapadnom granicom svojih zemalja.

## Vanjske poveznice
- Kratak prikaz Devinskog Grada (www.castles.sk) (engl.)